# Woodgate Crest
Woodgate Crest är en bergstopp i Antarktis. Den ligger i Östantarktis. Australien gör anspråk på området. Toppen på Woodgate Crest är 2 040 meter över havet.
Terrängen runt Woodgate Crest är varierad. Trakten är obefolkad. Det finns inga samhällen i närheten.